# Torsten Nielsen
Torsten Nielsen (født 5. marts 1967 i Sparkær) er en dansk ejendomsmægler og politiker, der fra 3. september 2014 til 31. december 2017 var borgmester i Viborg Kommune for Det Konservative Folkeparti, efter at daværende borgmester, Søren Pape Poulsen, overtog posten som Det Konservative Folkepartis politiske leder efter Lars Barfoed.

## Ejendomsmægler
Torsten Nielsen er statsautoriseret ejendomsmægler og har drevet egen butik siden 1992

## Politiker
Torsten Nielsen gik ind i lokalpolitik i forbindelse med debat om skolelukninger.
Han blev valgt til Viborg Byråd første gang i 2009 og genvalgt i både 2013 og 2017.
Efter valget i 2013 var han formand for Kommunens Klima- og Miljøudvalg. Han overtog borgmesterposten efter den afgående Søren Pape Poulsen 3. september 2014, mens socialdemokraten Flemming Lund overtog Torsten Nielsens formandspost i Klima- og Miljøudvalget. Torsten Nielsen måtte dog se sig slået af Ulrik Wilbek i kampen om borgmesterposten i Viborg ved kommunalvalget i 2017.
I november 2024 skiftede Torsten Nielsen parti fra det Det Konservative Folkeparti til Danmarksdemokraterne efter en uenighed med de 6 andre konservative medlemmer af Viborg byråd.